# Mattiaskyrkan
Mattiaskyrkan (ungerska: Mátyás-templom) är en kyrka i närheten av Budaslottet i Budapest i Ungern. Kyrkan uppfördes år 1015, men byggnaden som står där i dag byggdes senare. Under 1800-talet renoverades kyrkan och är idag en av Budapests större sevärdheter. Precis utanför kyrkan finns Fiskarbastionen och i närheten finns även Budaslottets labyrint.

## Bilder

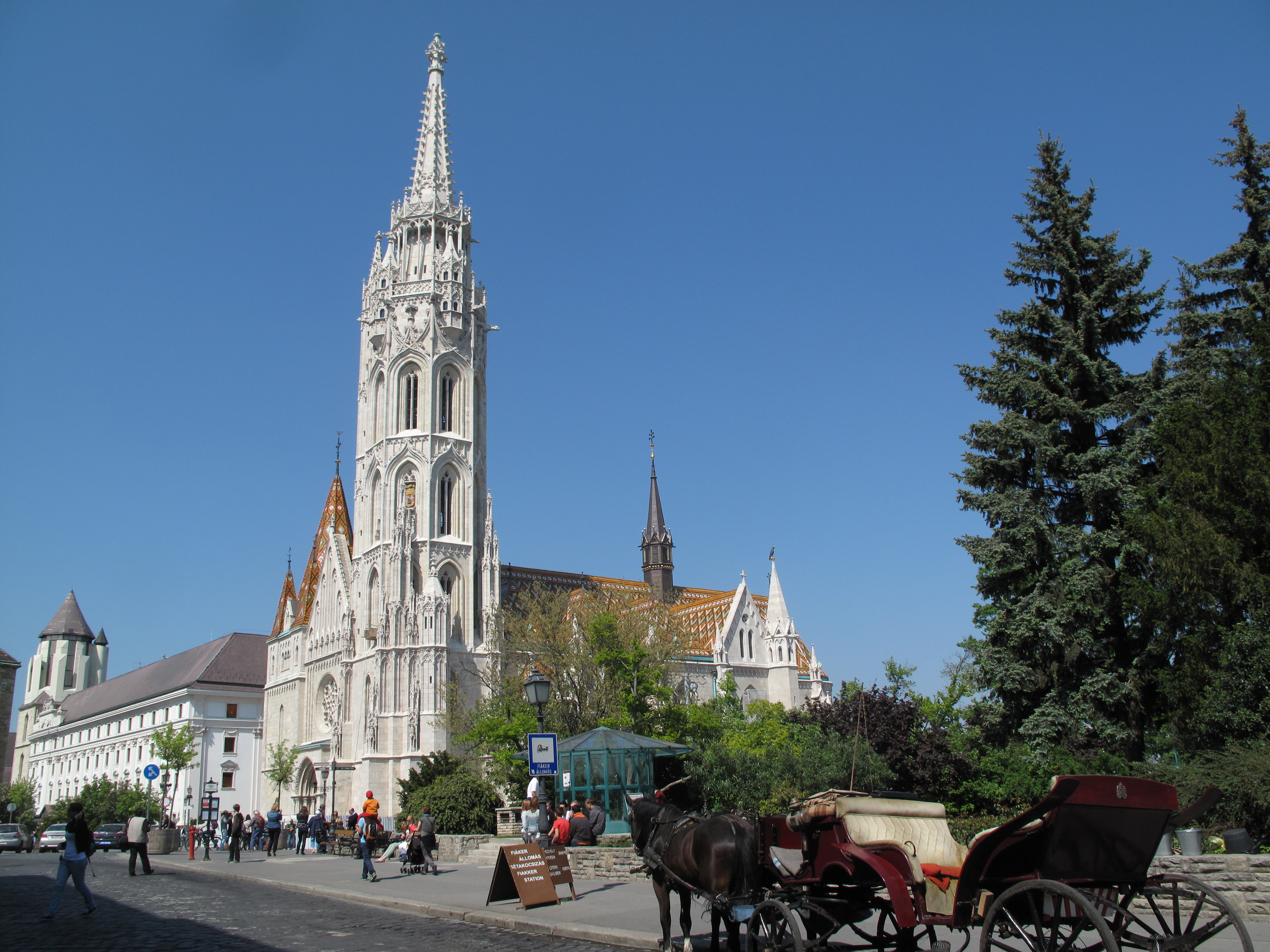
Tornet och västra fasaden
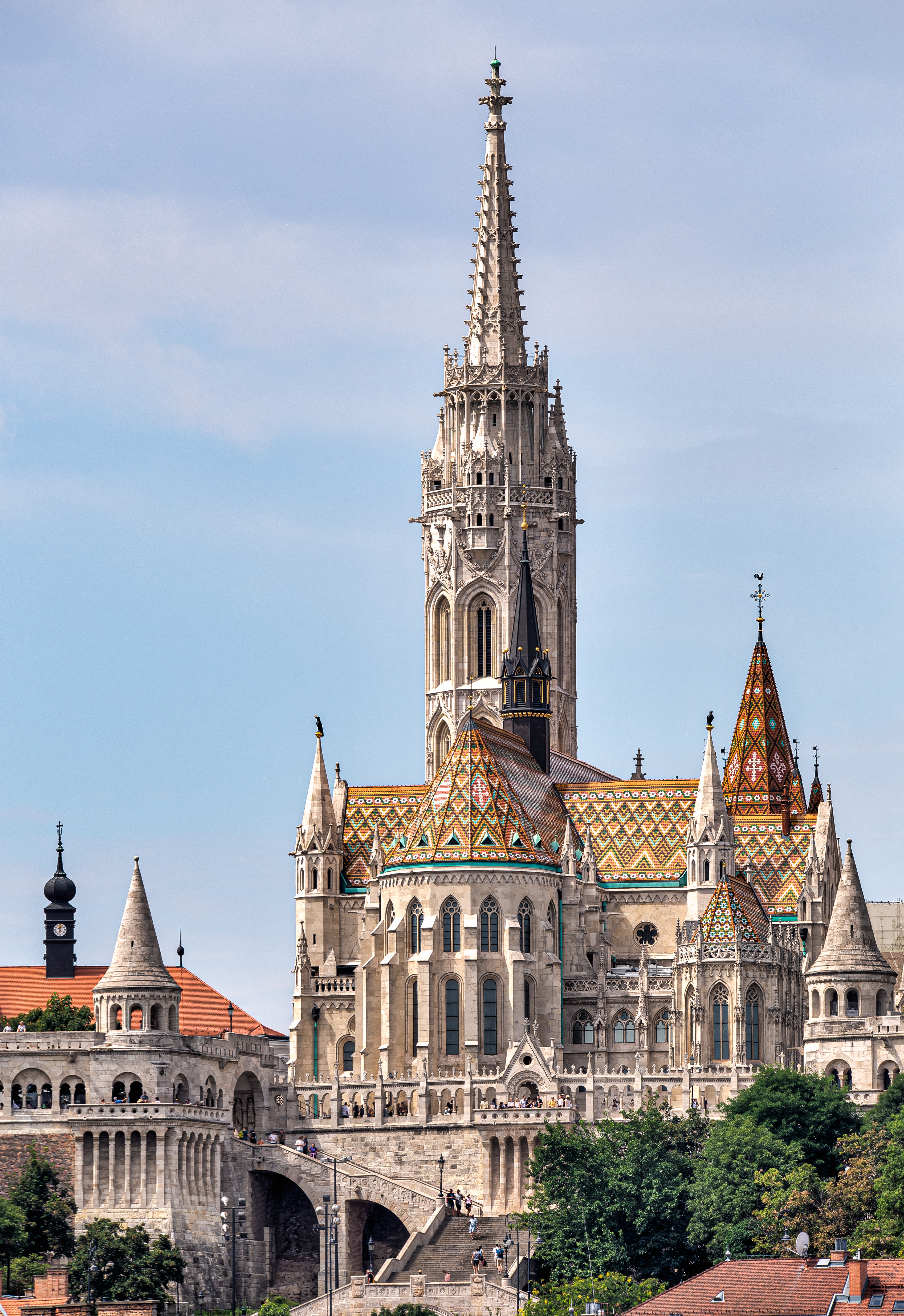
Kyrkan sedd österifrån, bakom Fiskarbastionen
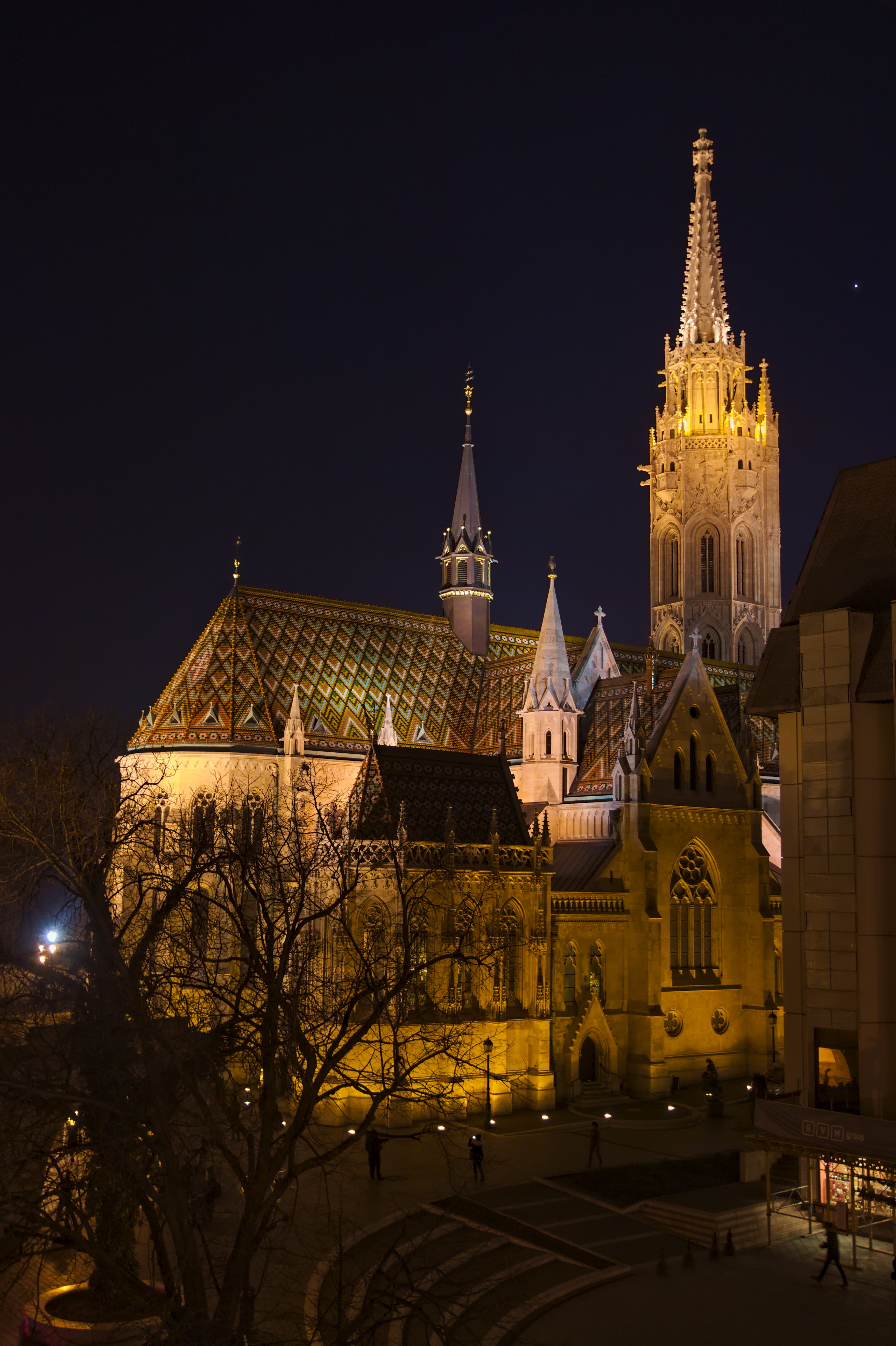
Nattbild norrifrån